# Юковський Леонід Людвігович
Юковський Леонід Людвігович (?-4.09.1919) — повітовий очільник дворянства Тираспольського повіту Херсонської губернії у 1911—1916 рр., голова Тираспольської повітової земельної комісії.

## Біографія
Леонід Людвігович Юковський отримав село Андріївку у спадок від батька. Як представник якогось титулованого дворянського роду він зробив кар'єру фактично з нуля. У 1901 році він в чині титулярного радника був земським начальником четвертої ділянки Тираспольського повіту. До 1904 року Леонід Юковський є вже гласним від дворян у земській управі. У 1911 році Юковський — надвірний радник, обирається повітовим головою дворянства. У 1914 році переобирається на другий термін. По закінченню третього терміну як повітовий предводитель дворянства, згідно з табелем про ранги, Юковський автоматично мав отримати чин статського радника, що відповідало посадам віцедиректора міністерського департаменту або віцегубернатора.

## Родина
Батько, Людвіг Францевич Юковський, губернський секретар. Мати: Юковська Є. Я. 
Був одружений з Антоніною Модестівною (до шлюбу Каменська). Мав дітей: Ніну і Леоніда.

## Маєток
Л. Л. Юковський мав більше тисячі десятин землі, в районі села Андріївка (нині — частина с. Михайлопіль). У 1903 р. Юковський розпочав у селі Першо-Андріївка будівництво маєтку, яке завершилося в 1913 р.

## Вбивство
Весною 1919 р. в село прийшов загін Попова. Леонід Людвігович надав їм допомогу, але його все одно розстріляли. Слова свідка: «Я збирав гільзи в садку біля будинку. Коли бачу, вертаються галопом вершники. Я заховався за огорожу, і побачив, як вояки вивели пана. Він ішов попереду, а кінні за ним. Вони зупинилися, пан зняв шапку і почав хреститися. Вершники почали стріляти: четверо вгору, а двоє в груди Юковському».[джерело?]